# アタリ (企業)
アタリ（英：ATARI）は1972年にノーラン・ブッシュネルが創業した社名に端を発する、いくつかの企業によって所有されてきたブランド名である。
1972年にアメリカで創業されたアタリは、ビデオゲームを作ることを主眼に創立された会社としては世界初の企業である。同社はアーケードゲームと家庭用ゲームの開発を主軸としている一方、パソコン・ピンボール・電子ゲームも製造した。1984年、アタリはアタリショックを契機にアタリコープとアタリゲームズに分割、1996年にアタリコープはハードディスクメーカーのJT Storageに吸収合併され、1999年にアタリゲームズはミッドウェイゲームズ・ウェストへ改称された。
1998年にJT StorageからHasbro Interactiveに知的財産権が移り、フランスのインフォグラム・エンターテインメント SA（IESA）がHasbro Interactiveを買収、Infogrames Interactive, Inc.と改称する。2003年にはInfogrames Interactive, Inc.はアタリ・インタラクティブに、インフォグラムの北米法人がアタリに改称、2009年にIESAはアタリ SAに改称された。旧インフォグラムであるアタリ SAの本社はパリ、その子会社であるアタリおよびアタリ・インタラクティブの本社はニューヨークにある。
日本支社にはアタリジャパンがあるが、1972年創業のアタリの子会社としての旧アタリジャパンと、旧インフォグラムジャパンが改名したアタリジャパンがあり、両者は異なる会社である。
アメリカのアタリは2017年現在、レトロゲームを詰め合わせたゲーム機「Atari Flashback」や、ゲーミングスマートウォッチ「Gameband」などのゲーム機を販売している。

## 歴史

### ロゴ
社紋はATARIのAを図案化したもので、日本の富士山になぞらえてフジマークとも呼ばれるが富士山とは直接の関係は無い。零細企業だった1973年春頃に作られたため、生まれたプロセスや初登場日ははっきりしていない。
マークの下には関連企業の名前、それがない場合はキャッチコピーの"Innovative Leisure"（イノベイティブ・レジャー：新鮮な遊び）が入る。1991年6月には創業25周年を記念し、社員で人マーク（人文字のようなもの）が作られた。スマートなデザインで親しまれたため、インフォグラム傘下となった今でも使われているが、細部は微妙に変えられている。

### アタリ（1972–1984）

#### 創業時
ノーラン・ブッシュネルは、ビデオゲームのアーケードゲーム化を目指し、『コンピュータースペース』を発売したが、失敗した。だが、このゲームの発売元であるナッチング・アソシエーツの社長からの情報を元に、世界初の家庭用ゲーム機「オデッセイ」の発売前展示を見たブッシュネルは感銘を受け、独立して新会社設立を決心した。
『コンピュータースペース』を発売するため、ブッシュネルと共にアンペックスからナッチングまで一緒に転職もしてくれた、ラリー・ブライアンとテッド・ダブニーを誘い、3人で250ドルずつ出す計画だったが、ブライアンは創業前に離脱してしまった。そこでダブニーと2人でカリフォルニア州サンタクララの小さなガレージカンパニーの1407号室を借り、1972年6月27日に創業した。ガレージの中を衝立で仕切り、手前は事務室、奥は工作室とした。
社名は囲碁の日本棋院初段を持つブッシュネルが囲碁用語「アタリ」から取った。当初は「シジギ」（Syzygy）にしようとしたが、他の会社が商標登録済で使えなかったため（「シジギ」についてはコンピュータースペース参照）、ブッシュネルが好きな囲碁用語「センテ」「ハネ」「アタリ」の中から「アタリ」を選んだ。「アタリ」を選んだ理由には「どんどん敵を包囲し、自陣を広げてしまう」という狙いもあったと言われている。
目的は大手アーケード会社にビデオゲームを売り込むことだったが、当初は「コンピュータースペース」の権利料が僅かに入って来るだけだった。そこで、ピンボール会社からピンボールを買い、近所のスタンフォード大学の近くでディストリビューター（アーケードゲームを買って設置し、金を回収する業務）を始めたところ、ブッシュネルが遊園地のゲームコーナーでアルバイトをしていた経験が役立ったのか収入は良く、アタリがすぐ潰れる心配はなくなった。
社員面ではまず3人目の社員として、ブッシュネルの娘のベビーシッターだったシンシア・ビランヌーバを、電話番兼受付嬢として雇った。次に、ブッシュネルが以前勤めていたテープレコーダー会社、アンペックス社の後輩、アラン・アルコーン（Allan Alcorn、通称：アル）を「副社長として、技術者として雇ってやる」と誘った。アンペックスではリストラが始まっていたので、アルコーンはブッシュネルに同意してアタリに引き抜かれ、4人目の社員となった。このアルコーンに「Odyssey」と似たゲーム『ポン』を作らせたところ、大人気となり、ここからアタリおよびアーケードビデオゲームの大躍進が始まった。

#### 『ポン』製造開始後
当初は時間と金を作っておく→電気屋等で資材を沢山買い込む→基板など電子部品を作る→空の筐体を置いて部品をあちこち付ける→売る→売り切ったら売れた金でまた資材を買うという、全くの自転車操業だった。これでは毎日数台、どんなに頑張っても10台しか作れなかった。だが『ポン』は400ドルで作り、1,200ドル即現金払いが飛ぶように売れた。この頃アメリカで最も人気のあったピンボールは、一日約100ドルを稼いでいたが、『ポン』は100ドルから200ドル以上稼いだため、つまり3日で製造コスト、1週間で販売コストが回収できた。当時のアーケード業界は日米共にまだ認知度も企業信頼度も低く、銀行から融資してもらえるゲーム会社は大手だけだったが、アタリはこのような右肩上がりで、軍資金をどんどん貯めていった。
アタリは隣の部屋も借りる→潰れたローラースケート場を借りて工場に改造→当時アメリカで最新設備の工場と、9ヶ月間に3回も移転、生産ラインの従業員は職安で片っ端から声をかけ、最終的には200人で毎日100台の生産能力を確保した。それでも人手不足だったため、アタリの敷地に入って来た者なら誰でも節操なくスカウトした程だった。後にスプライト機能等を生み出す技術者スティーブ・ブリストーは、ハンダ付けや現金回収時のボディガードを、妻に手伝ってもらっていた。
従業員は低賃金で一日12時間、忙しい時は20時間働き、疲れた時は作っているゲームで遊んだが、何故か家に帰らない者が多かった。彼らの多数はヒッピーだったため、工場は常にマリファナの臭いとロックの大音響で満たされた上、金に困ったヒッピーが、テレビや部品を勝手に質屋に売り払うこともあった。だがゲームが売れる度に全員にボーナスが頻繁に出るなど、羽振りは大変良かった。資本金500ドルで始まったアタリは翌年、いとも簡単に320万ドル以上の売り上げを記録し、この頃の売り上げと資本金の急成長ぶりは、アメリカの企業として未だ破られていない記録である。『ポン』以外のゲームでは、1973年に『ポンダブルス』、ボールとラケットタイプ以外のゲームでは、『スペースレース』を発売している。
ただ、前述のダブニーはこの急成長に付いて行けないと言い出したので、退職条件としてこれまでの直営ロケ（会社が直接機械を設置する事）の権利をダブニーが、株券をブッシュネルが全て持つ事にした。こうして創立後約1年で、アタリは名実共にブッシュネルの会社となった。
1973年には、効率良い販売のため、子会社のキーゲームズ（Kee Games）を立ち上げたが、約1年半で早々と吸収合併、キーゲームズ社長のキーナンをアタリの社長に据え、ブッシュネルは会長になった。以後、キーナンはアルコーンと共に、ブッシュネルの腹心の片腕として活躍することになる。この他に日本支社としてアタリジャパン（初代）を作ったが、これについては左記リンクを参照。
1974年初頭には、40人目の社員として、スティーブ・ジョブズが技術者として入社している。同じく1974年には、初の家庭用ゲーム機として、『ポン』の家庭用版『ホーム・ポン』、1976年には『ポン』に続く大ヒット作として『ブレイクアウト』を発表した。ジョブズはこのゲームに必要な汎用ロジックICの数を半減させるという仕事を知人でヒューレット・パッカードの技術者だったスティーブ・ウォズニアックに依頼したが、この時ジョブズは山分けと称して報酬額を過少に渡していた。
1975年、コンピュータ・キットのAltair 8800が発売され人気を博す。ウォズニアックはAltair 8800よりも優れたマシンを自作できると考え、マイクロコンピュータ「Apple I」を独力で設計した。ジョブズがこれでビジネスを始めることを思いつきヒューレット・パッカードとアタリに商品化を打診したが断られたため、1976年4月1日、ジョブズとウォズニアックにアタリの製図工であったロナルド・ウェインを加え、Apple Computer Companyを設立した。またビジネスを拡大する際にもアタリ時代の上司のつてを頼りマイク・マークラを紹介してもらっている。

#### Atari2600とワーナーの買収

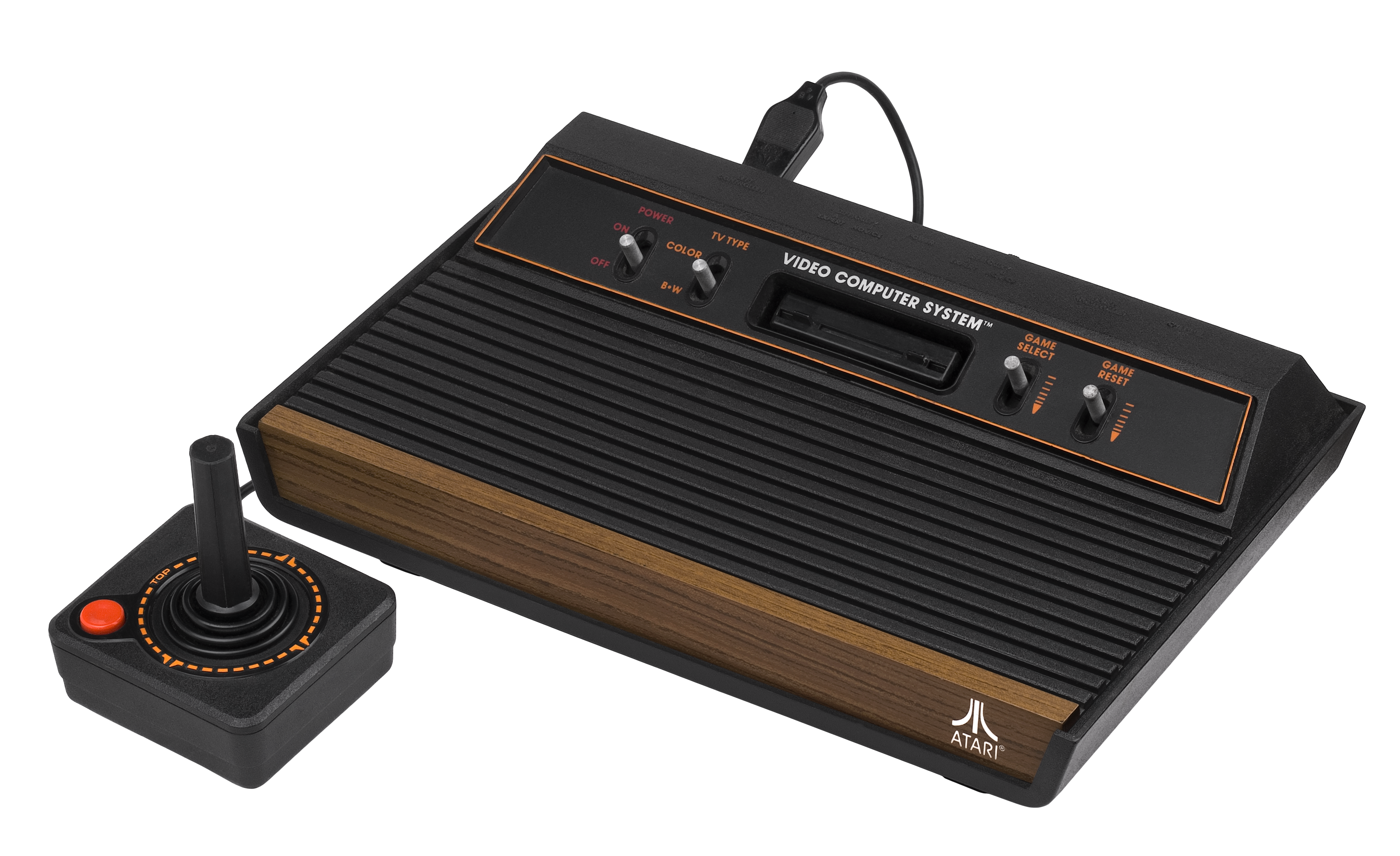
Atari VCS（2600）

家庭用ゲーム部門としてはAtari 2600（当初はVCSと呼ばれていた）の構想を立ち上げたが、儲かっている企業とは言え、多くの金が動く上に依然ゲーム業界に金融上の信用がないために資金のやりくりが大変で、この頃は一歩間違えれば倒産し兼ねない危機を孕んでいた。ブッシュネルは株式公開も考えたが、結局大企業への売却で資金を安定させる方法を思いついた。ユニバーサル・スタジオで有名になるユニバーサルや、ディズニーに声をかけたが、反応が無かった。
ワーナー・コミュニケーションズのスティーブ・ロス会長（後に世界最大のメディア集団、タイム・ワーナー会長）は、家族連れでディズニーランドに遊んだ際、子供たちが遊ぶアタリのゲームを見たのがきっかけで同社を調査したと語っている。
ワーナー・コミュニケーションズは、映画会社のワーナー・ブラザーズの親会社である。映画産業は60年代に不況となり、ディズニーを除いて軒並み買収された。1969年に葬儀場と駐車場を経営するキニー・ナショナル・カンパニーズがワーナー・ブラザーズ（WB）を買収。親会社が子会社に倣ってワーナー・コミュニケーションズと社名を代えた。
1976年10月にワーナーは2,800万ドルでアタリを買収した。買収額のうち1,300万ドルはブッシュネルの懐に入り、億万長者となり、重役陣の役職はそのままとされた一方、ブッシュネルは後に「ワーナーへの売却は失敗だった。あと2週間あれば、資金が調達できた」と語っている。また、その翌月の同年11月には1976年11月にはフリッパーピンボールにも参入している。
Atari 2600は1977年に発売されたものの、直後からサードパーティーや競合他社の家庭用ゲーム機が撤退する等、アクシデントが相次ぎ、なかなか売れなかった。そこで、ワーナーは繊維業界の営業畑で実績のあったレイモンド・カサールを、家庭用部門のトップとして引き抜いたが、このカサールこそが、ブッシュネルとアタリにとって疫病神とも言えた、Atari 2600とワーナーの動きに火を注いでしまった。
ブッシュネルやアルコーン達は、自分たちを「アタリアン」（Atarian）と呼び、自由な格好・時間・雰囲気で、楽しむ様に経営や開発を行なっていた。そして新作ゲームも必ずテストプレイに加わり、意見を述べていた。ワーナー売却以前に大切な会議をする時は、ゲームで儲けたブッシュネルの豪邸で、何とジャグジー（泡風呂）の中でやっていた程である。だが、カサールを始めとするワーナーの重役陣はネクタイを締め、目的と言えば事業拡張と売り上げだけ、それもアーケードでなくAtari 2600の売れ行きだけを目標としており、もちろんテストプレイにも加わらなかった。
だが、Atari 2600はまだ売れないので、ブッシュネルは前述のフリッパーと、自ら構想したAtari 2600の事業縮小・中止を提案した。だが、ワーナー側はロスも含めて猛反発、交渉は決裂した。そして、ブッシュネルは1978年12月にアタリアンだけで重役会議を行なったところ、話を聞いたワーナーが激怒する。ブッシュネルにはYesかNoかの答えを迫られた余裕もあったが、事実上ワーナーがブッシュネルを一方的に解任した。だが、ブッシュネルは小手先も少々仕込んでいた。ワーナーとの契約時、「退職後5年間、アタリと競合する仕事をしてはいけない」等の他に「自分から辞めたら退職金をもらえないが、解任されたら受け取れる」という項目があり、ワーナーが解任する様仕向けたのだった。こうしてブッシュネルは、自分が作ったアタリを6年も経たない内に追い出され、二度と戻ることはなかった。

#### カサール時代
キーナンが会長、カサールが社長に繰り上げ昇格したが、キーナンも程なく1979年10月に退職（その後もブッシュネルと仕事の付き合いがあった）、カサールが会長となった。カサールも驚いたが、彼が会社について初めて重役会を開くために役員を召集したが、そこにウサギのぬいぐるみを着てきた男がいた。それは何の真似だと聞くと、ハロウィンの衣装だと答えた。調べてみると、この男はエンジニアリング部門の副部長だった。
これまで自由だったアタリは厳しい社風に一変、スーツや入館用ICカードが義務付けられる。異なる部門は出入りが制限され、顔も名前も分かりにくくなった。これは既にワーナー売却前、別の会社のゲームとよく似たゲームが別会社から発売され、訴訟になったことが理由の一つである。
アタリアン達もどんどん解雇か、依願退職となった（ただしそういった環境でも在籍し続け優れたアーケードゲームを開発し続けたアタリアンもいる）。代わりに会社にはアイビーリーグの卒業生たちが入ってきた。退職した有能なアタリアン達の中には、Atari 2600用のサードパーティー会社を立ち上げる者もいた。1979年設立のアクティビジョンはその嚆矢であり、世界初のサードパーティゲームメーカーである。Atari 2600のグラフィックチップを開発したJay Minerはこの頃に退職し、Atari 2600用のジョイスティックを開発するためとの名目でAmiga社を設立、新型ハードの開発に乗り出している。アルコーンも自分の電子ゲーム企画を没にされたため、1981年に退職している（その後、後輩とも言えるジョブズの作った、Apple Computerに勤めた時もある）。
カサールはアタリアン達の企画したゲームをどんどん没にしただけでなく、アーケード部門にも予算節減など様々な妨害を加え始めた。この頃からアタリショックまでのアーケード作品は、フライヤー（チラシ）が白黒になる、毎年の新作数が半分強に減る等の妨害があった。しかしそれでも、アタリの売り上げは差別されたアーケード部門が稼ぎ、優遇された家庭用部門の成績は乏しくなかった。
カサールはアタリに招かれたアラン・ケイと共にニコラス・ネグロポンテのアーキテクチャ・マシン・グループ（現在のMITメディアラボに組み込まれる）を訪問して非常に感銘を受けた。ネグロポンテにグループの買収を申し込んだが断られ、ならば自分たちで研究所を立ち上げようとして、アタリ研究所を設立。結局はアタリの破綻により期間は短かったが、ゲーム機開発が自由を無くしたのと反対に枝葉を広げて様々な波及効果を及ぼした。
カサールのゲーム業界における功績は、日本の『スペースインベーダー』が売れていたため、Atari 2600への移植を提案したことである。これで1980年にAtari 2600はやっと売れ始めた。1980年のアタリの売上高は前年比の2倍の4億1500万ドル、営業利益が前年比の5倍の7700万ドルに達し、ワーナーグループ全体の営業利益の1/3をアタリが占めた。1981年には売上高が10億ドル、利益が3億ドルに伸びた。
1981年にワーナーの予算会議に出席したカサールはアタリの市場における地位は1986年までに確実なものとなり、60億ドルの総収入、20億ドルの利益が出ると予測した。この年にロスはカサールに対して600万ドルのボーナスを与えた。トランプタワーの豪華なアパートメントも会社から買い与えられた。カサールやアタリの幹部たちはリムジンや会社のジェット機で旅行し、何処であれ最高級ホテルに宿泊した。1982年春の年次売上会議はモンテカルロで開かれ、最高級ホテルが宿泊場所となった。
同時にロスは急激な収益の増加が、いつか反転に転じることもあり得ると予測していた。パートナーをつけてハードウェアの開発を進める案もでたが実現しなかった。リスクをヘッジするためにアタリの株式を公開して半分を売る計画を立てたが、やはり実現はせずに終わった。
1982年にAtari 2600の累計販売台数は1000万台を越えていた。急激な売上の増加のために生産が追い付かず、生産量の見込みを立てるため、1981年10月にアタリは販売代理店に対し翌年分の一括注文を求めた。しかしこれが裏目となりアタリにとって後に致命傷になる。翌1982年も市場の高成長を予想していた販売代理店は、品切れを防ぐためにアタリに対し大量の注文を行い、アタリはそれを鵜呑みにして誤った需要予測を行い、ゲームソフトのカートリッジを過剰に大量生産した。翌1983年になると市場でのゲームソフトの供給過多のため発注の多くがキャンセルされてしまい、アタリは大量の不良在庫を抱える羽目になる。
1980年にアーケードゲームとして登場しアメリカでも大ヒットしたナムコの『パックマン』は1982年にAtari 2600に移植された。カサールに無許可で移植が決定されたため、カサールを激怒させたが、これが『スペースインベーダー』に次ぐ2発目のキラーソフトとなった。Atari 2600の人気は頂点に達した。しかしAtari 2600版『パックマン』の出来は劣悪で、しかも前述の誤った需要予測により当時のAtari 2600本体の稼働台数を何百万本も上回った数のカートリッジが生産されたため、大量の売れ残り在庫が生じた。
また一方で「人気タイトルならAtari 2600でゲームにすればなんでも売れる」と誤解され、レベルの低いソフトが粗製濫造された。1982年のアタリハード向けソフト販売におけるアタリのシェアは、前年の80%から56%に大きく低下した。アタリが自ら作ったソフトでは、人気映画の『E.T.』ゲーム化が大失敗した（ただし、「当時はとっつき難かったが、妙に変わっていて面白いゲームだ」と支持する声も現在まで一部に聞かれる）。さらに1982年にはコモドールのホビーパソコン「コモドール64」やコレコのゲーム機「コレコビジョン」といった競合機が発売され、Atari 2600のシェアを浸食し始めた。アタリはAtari 2600の後継機「Atari 5200」を発売するが、Atari 5200はAtari 2600との互換性がなく、Atari 2600で築いたシェアが優位にならなかった。
アタリだけでなく親会社であるワーナーにも危機が迫っていた。レコード店でのアタリ製品流通を担当していたWEAの社長は82年の春にロスへ相談した。遡ると1978年にワーナーが買収したときにWEAがアタリ製品の供給を担当する話が出たが実現しなかった。アタリが急成長していったときにも提案したが、販売店拡大に奔走するカサールが反対した。その結果は前述のように販売店の損得勘定による過剰発注で裏切られた。
アタリの相談役をしていたジャック・ホルツマンは、82年6月に会社を売るべきだと進言する書簡をロスへ送った。在庫が膨らみ過ぎているという理由だった。レコード会社を買収してきたロスの周囲にはデヴィッド・ゲフィン、モー・オースティン、ジャック・ホルツマンといった有名なソフト産業の玄人が多かった。
しかし、もはやアタリの収益はワーナーの株価と連動しており不可分になっていた。ワーナーの株が6年間で3000％上がったのはアタリの業績による。8月には過剰な在庫が財務諸表に数字として表れた。6500万ドルの在庫を償却するという数字が出た直後にロスを含めた幹部のなかにワーナー株を売る動きがあった。そして12月にアタリの見積収益が報告された。
1982年12月8日、ワーナーはアタリの売上下降を理由として同年第4四半期の利益を下方修正し、翌日ワーナーの株価は暴落した。アタリの売上は翌年の第1四半期にかけて急落した。日本ではアタリショックと呼ばれる、北米家庭用ゲーム市場崩壊の始まりである。
それでもカサールはロスに楽観的な見積りを示し続けた。83年の第2四半期の損失は3億1千50万ドルになった。最終的にはこの年のアタリの損失は5億ドルになった。ワーナーの株価はこの年の始めには20ドルになった（前年は63ドル50セントだった）。
インサイダー取引の疑惑が持たれていたカサールは1983年7月に解任された。
ワーナー側の弁護士はカサールの不正追求に積極的に協力した。その過程で前年12月の発表時より1ヶ月前に完了したロスの（つまり暴落以前の）自社株売却が見過ごされた。ロスは株売却で2千百万ドルを得た。これに対して株主による訴訟もあったが和解で決着した。この中でロスは、アタリについて問題があると報告を受けてはいなかったし、12月に報告を受けた際には驚きと怒りを感じたと証言した。この証言は、複雑な手続きを経て、話した内容が偽証に問われない条件のもとで行われた。
カサールの後任であるジェームズ・モーガンの初仕事は社内の無駄減らしで、次に『E.T.』のカセットの大量処分（「ビデオゲームの墓場」の項目を参照）、そして社員のリストラであった。このリストラ直前がアタリの最大社員数で、1972年にたった2人で始めた会社が、1983年には約9,800人に膨れ上がっていた。リストラの結果、経営状況はある程度改善し、赤字の垂れ流し状態であったアタリの家庭用ゲーム機部門にも復調の兆しが見え始めた。
失敗の反省から特約卸売業者との契約も流通システムも見直された。ロスもアタリの復活を声高に叫んだが、パートナーは見つからず密かに売却先を探した。翌年を含め2年間でワーナーの損失は10億ドルに上り王国は弱体化、取引銀行の出方次第では破産する直前まできてしまった。
1984年にワーナー本社が豪メディア王ルパード・マードックによる買収攻勢に遭う。経営改善より分離売却がロスの選択であり、ワーナーは家庭用ゲーム機部門と、Apple Computerやコモドールなどの他社に押され気味であったパソコン部門の切り離しを決定する。こうして同年に家庭用ゲームやホビーパソコン部門はジャック・トラミエルが設立したトラミエル・テクノロジー社に売却されたのち、アタリコープに社名変更された。また1984年夏にアーケード部門はアタリゲームズへ分社された。
部門が切り離される前の主なゲーム作品は以下の通り。
- ポン
- ブレイクアウト
- センティピード
- ルナランダー
- ミサイルコマンド

ベクタースキャンゲームについては「ベクタースキャン」を参照。

### アタリゲームズ （1984–1999）
1984年夏に業務用ゲーム部門は、アタリゲームズ（Atari Games）と名前を変え、1985年2月4日には経営権がワーナーよりナムコに売却され、ナムコアメリカの中島英行がアタリゲームズの社長に、当時ナムコの社長だった中村雅哉が会長にそれぞれ就任した。しばらくの間、日本へのライセンスをナムコが行い、逆にナムコ製品の欧米でのライセンスをアタリが行っていた。1990年7月1日、ナムコはアタリゲームズとの資本提携を解消すると同時に、アタリゲームズの完全子会社であるゲームセンター運営会社アタリ・オペレーションズを買収した。1990年までは日本へのライセンスはナムコ、その後はコナミや、SNKからも行われている。
そして、アタリゲームズは自社製品の家庭用ゲーム移植を目指して子会社テンゲンを設立したが、セキュリティに関する著作権違反で任天堂から訴えられ、事実上の敗訴をしている。アタリショックから立ち直ろうとしたアタリゲームズは、これで再度傾いた。
その後、ワーナーが週刊誌で有名なタイム社に買収され、ロスは会長となり、社長には『ポン』量産開始直後にアタリに入社したダン・ヴァン・エルデレンが就任した。タイム・ワーナーは合併のレバレッジで莫大な借入金を背負ったが、ロスは金と実権を握った。タイム・ワーナー社となったのに伴い、タイム・ワーナー・インタラクティブ（通称TWI）に改名、一時的にアタリの名が消えた。
タイム・ワーナーは家庭用（アタリコープ）に続き、アーケード部門もタイム・ワーナーからの切り離しを決定、買収先には日本のゲーム会社の名も挙がったが、1996年3月にピンボール大手のウィリアムス・インダストリーズ（WMS）に買収された。アタリ（ゲームズ）の名はWMS側で復活したものの、今度は7ヶ月後にWMSから分離したミッドウェイゲームズにアタリブランドは引き継がれる。そして1999年12月22日にミッドウェイはアタリゲームズの社名をミッドウェイゲームズ・ウェストへと変更した。その結果アタリブランドのアーケード新作は作られなくなった。この合併の成り行き上、ミッドウェイゲームズは今でもアタリゲームズのゲームの権利を保有しており、またミッドウェイのスロットマシンには『ポン』等、アタリのゲーム名を使っているものがある。
2009年、破産したミッドウェイをワーナーが買収し、アタリゲームズの権利は再びワーナーのものとなった。
発売した主なゲーム作品は以下の通り。
- マーブルマッドネス
- ピーターパックラット
- ガントレット
- ファイヤーフォックス（レーザーディスクゲーム）
- インディジョーンズ
- ペーパーボーイ
- ハードドライビン
- ロードブラスターズ
- サンフランシスコ・ラッシュ
- ピットファイター
- プライマルレイジ
- ドライバー シリーズ
- Marc Ecko's Getting Up: Contents Under Pressure
- RBIベースボールシリーズ（ファミスタのアメリカ版）

### アタリコープ （1984–1996）

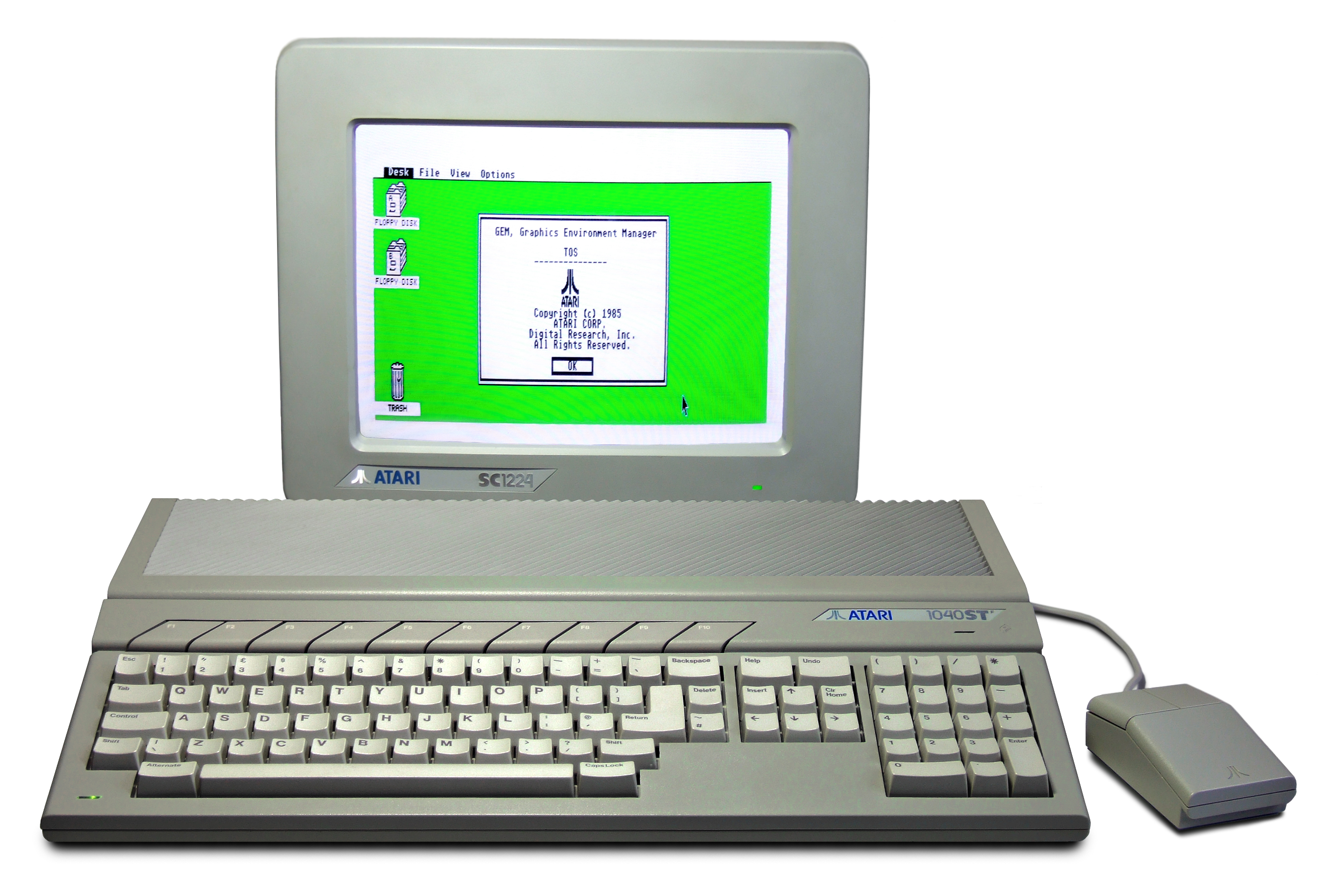
Atari ST

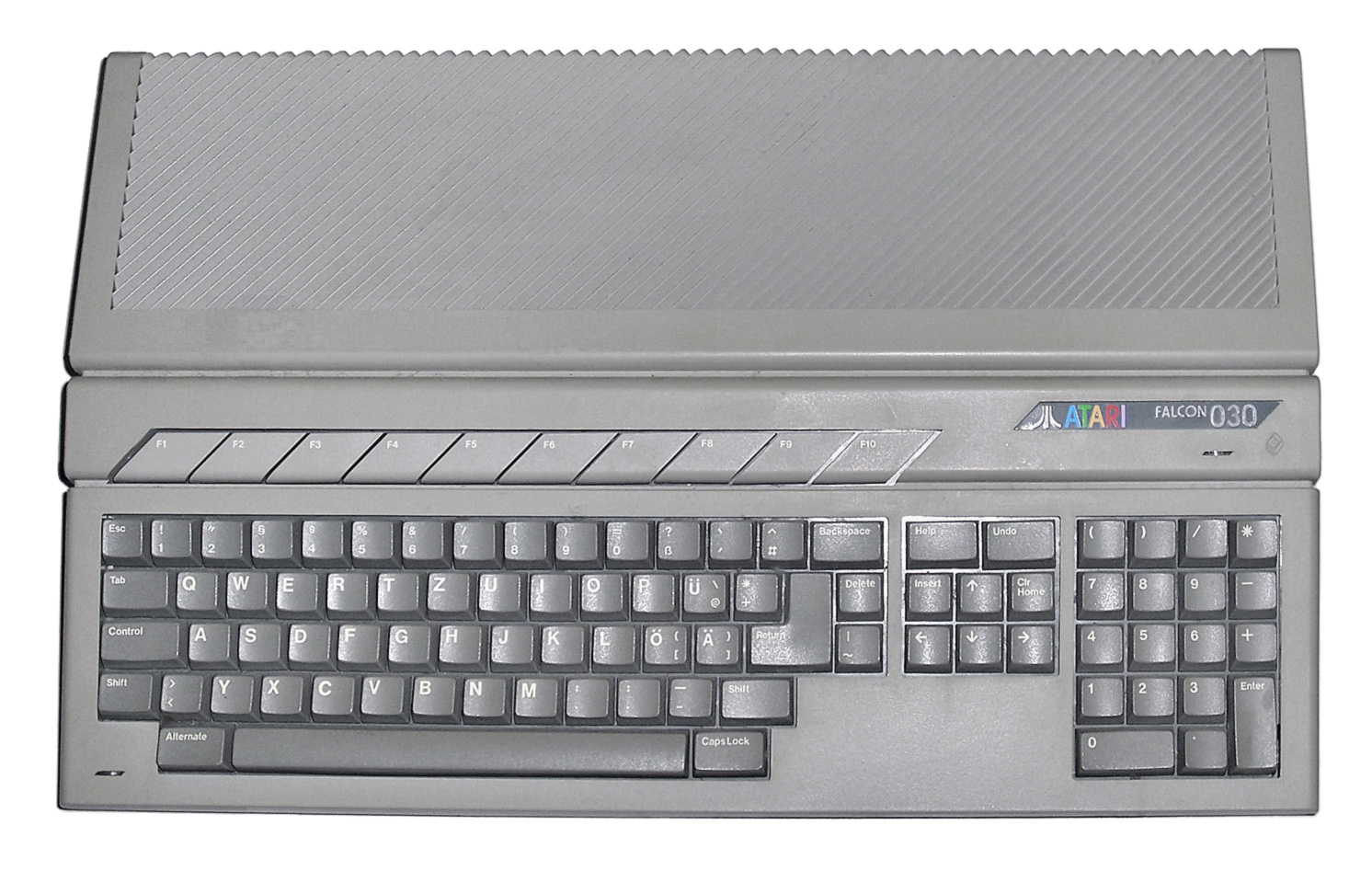
Atari Falcon

1984年、家庭用ゲームやパソコン部門は新会社で分割、コモドールを追放されたジャック・トラミエルに売却され、アタリコープ（Atari Corp）となった。
分割前の1979年には、8ビットのパーソナルコンピュータAtari 400/800を発売し、家庭用パソコン市場に参入していた。その後、コモドールから引き抜かれた社員を中心として4000/800の後継機にあたる16ビットパソコンの開発が行われ、1985年にはAtari STとして発売した。AtariSTは、Amiga社を買収したコモドールの16ビットパソコンAmigaと熾烈なシェア争いを演じる。Atari STはMIDIを標準装備していることからミュージシャンに愛用者が多かった。1989年にはハンドヘルドコンピュータのAtari Portfolioとポータブルゲーム機Atari Lynxが発売された。1989年12月期決算の時点では減収であるにもかかわらず黒字であったことから、日本のゲーム業界紙ゲームマシンは業績が回復しつつあるとし、AtariSTやAtariPC4といったパソコン類の売り上げが良かった半面、家庭用テレビゲーム部門が落ち込んでいたことなどを指摘している。1993年には、32ビットゲーム機Atari Jaguarを発売するが、これがアタリ最後のハードウェアとなった。アタリコープは1996年にハードディスクメーカーのJT Storageに吸収合併された。
発売した主なハードウェアは以下の通り。
- Atari 2600
- Atari 5200
- Atari 7800
- Atari Portfolio
- Atari 260ST
- Atari 520ST
- Atari 1040ST
- Atari Falcon
- Atari Lynx
- Atari Jaguar

### 知的財産の変遷（1998–2000）
JTSへの吸収合併後、アタリの知的財産は1998年にハズブロの子会社であるハズブロ・インタラクティブへ売却された。そして2000年にハズブロ・インタラクティブはフランスのインフォグラム・エンターテインメント（IESA）に買収された。

### アタリ（2001–現在）
2001年10月からインフォグラムはアタリブランドを復活させ、アタリブランドでゲームの販売を始めた。
2003年5月には北米法人をAtari, Inc.に社名変更した。
2009年にはアタリとインフォグラムのブランドをめぐる混乱をなくすため、インフォグラムは本社の社名をAtari SAに変更した。
2013年1月、アメリカのAtari, Inc.は関連会社のAtari Interactive, Inc.とともに破産法適用を申請し、親会社のAtari SAから独立して再建を目指すこととなった。
2017年6月、Atariは新型のゲーム機「Ataribox」（後のAtari VCS）の動画を公開し、開発中であることが明らかになった。2017年7月にAtariboxの写真が公開され、木目のデザインと赤と黒のデザインの2つのエディションがあること、フロントパネルは木製またはガラス製、クラシックゲームと最新ゲームの両方に対応する予定と判明した。

### 書籍
- 相田洋、大墻敦『NHKスペシャル 新・電子立国 第4巻 ビデオゲーム・巨富の攻防』NHK出版協会、1997年1月20日出版、ISBN 4-14-080274-X
- 赤木真澄『それは『ポン』から始まった』アミューズメント通信社、2005年9月21日出版、ISBN 4-9902512-0-2 C3076

### 新聞（業界紙を含む）
- “ゲームマシン 383号”.   アミューズメントプレス (1990年7月1日). 2020年3月14日閲覧。
  - 「アタリゲームズ社との資本提携解消」、1ページ
  - 「家庭用アタリコープ 業績次第に回復」、21ページ